# Bis (Einheit)
Bis (andere Schreibweisen: Vis oder Viss) war ein Handelsgewicht in der Provinz Pegu Birmas und an der Koromandelküste Indiens.

## Umrechnung in SI-Einheiten
- Provinz Pegu: 1 Bis = 1536,9 Gramm
- Koromandelküste: 1 Bis = 1369,189 Gramm

- 2004: 1 viss = 1632 Gramm[1]